# Місірьово
Місірьово — село у складі міського поселення Клин Клинського району Московської області Російської Федерації.

## Розташування
Село Місірьово входить до складу міського поселення Клин, воно розташовано на березі річки Жорновка. Найближчі населені пункти Єліно, Покров, Рубчиха, Фроловське. Найближча залізнична станція Фроловське.

## Населення
Станом на 2010 рік у селі проживало 200 людей